# Jacques Pierre Abbatucci
 (novembre 2017).
- Si vous ne connaissez pas le sujet, laissez ce bandeau (vous pouvez alors contacter les auteurs).
- Si vous supprimez le contenu mis en cause (vous pouvez préalablement contacter les auteurs),

argumentez précisément cette suppression dans la page de discussion
(un manque de référence n'est pas un argument ; une recherche réelle de référence doit avoir été effectuée, être formellement documentée).
Ne doit pas être confondu avec Jacques-Pierre Abbatucci.
Pour les autres membres de la famille, voir Famille Abbatucci.
Pour les articles homonymes, voir Abbatucci.
Jacques Pierre Abbatucci (Giacomo Pietro Abbatucci), né à Zicavo (Corse) le 7 septembre 1723 et mort à Zicavo le 17 mars 1813, officier royal devenu général de division sous la Révolution. Son surnom était "le vieux général".

## Biographie
Son grand-père était le général Paganelli dit Zicavo et son père, Jean-Séverin (mort à Zicavo en 1751, à 65 ans, enterré au couvent franciscain), un colonel corse au service de Venise.
Né à Zicavo en 1723, il fait ses études au collège des Jésuites de Brescia, puis est docteur de médecine à l’université de Padoue en 1746. Docteur en médecine, philosophie et théologie, Jacques Pierre Abbatucci est rentré en Corse vers 1750. D'abord l'un des rivaux sudistes de Paoli, élu comme lui général de la Corse, il lutta énergiquement contre Gênes, se rapprocha définitivement de Pascal Paoli (qui devint le parrain de son fils aîné) en 1765. Il fut l'un des principaux généraux combattant contre Gênes et  la France en 1768 (il vainquit les Français à Borgo et tint en échec la cavalerie française qu'il poursuivit). Rallié sur ordre de Paoli (sources manuscrites familiales) qu'il escorta jusqu'à Porto-Vecchio, il fit le 1er septembre 1769 son entrée à Ajaccio à la tête d'un millier de dragons de la légion corse. S'opposant à Marbeuf, il fut victime d'un piège judiciaire et politique (1778-1787). Élu aux États de Corse, il avait eu pour suppléant Charles Bonaparte. Il devint capitaine de dragons dans la légion corse avec rang de lieutenant-colonel le 1er septembre 1772. Il s'opposait aux mesures de répressions excessives voulues par Marbeuf, notamment en 1774 dans le Niolo. Attaché au régiment provincial de Corse, il devient lieutenant-colonel, titulaire du régiment le 25 août 1777. Celui qui avait été le dernier chef militaire corse à déposer les armes en 1769 fut condamné à 9 ans de galères pour subornation de témoins par arrêt du conseil supérieur de corse le 5 juin 1779, condamné au bagne au terme d'un procès falsifié et entièrement monté par les sbires de Marbeuf. Emprisonné jusqu'en 1782, il vit son jugement cassé le 17 juillet 1786 par arrêt du parlement d'Aix et réintégré dans son poste. Réhabilité par Louis XVI, chevalier de Saint-Louis le 6 septembre 1789, il fut en 1789 reçu à Versailles. S'opposant entre 1794 et 1796 aux Anglo-paolistes, il fut général divisionnaire sous la Révolution. Admis à la retraite à compter du 23 septembre 1800, il mourut "sans infirmité ni maladie", chez lui le 17 mars 1813.

## La Corse génoise
Il retourne s’établir en Corse, où il devient en 1753, après l’assassinat de François Gaffori, consulte de Petreto, lieutenant général des milices des pievi de l'Ornano, de l'Istria, de la Rocca et du Talavu, alors que la situation est très agitée sur l'île : Gênes tente désespérément de se maintenir, mais le départ des troupes françaises commandées par de Cursay la met dans une situation périlleuse. En 1755, Pascal Paoli est élu général des Corses (par 16 des 66 pievi, provinces) ; quatre pievi du sud, dont celle d’Abbatucci, le rejoignent en 1757. Il est élu lieutenant général pour le sud de l'île en 1763, dans une sorte de coup d’État interne des miliciens corses, ce qui entraîne son arrestation et son incarcération à Corte par Paoli, de novembre 1763 à mai 1764, date à laquelle il est banni. Il se maintient cependant en Corse jusqu’en 1765, avant de partir pour la Toscane.
En 1766, il est nommé par Paoli général pour le sud de l'île. En octobre 1768, il bat à Borgo les forces de Chauvelin, puis arrête Grandmaison et fait reculer Narbonne. Après la défaite de Ponte-Novo, il couvre la retraite de Paoli, puis fait allégeance au roi de France.

## Officier royal
Il est nommé capitaine de dragons avec le rang de lieutenant-colonel dans la Légion Corse, le 1er septembre 1772. Il consolide sa position de notable par son élection aux États de Corse, puis sa nomination au grade de lieutenant-colonel à la tête du régiment provincial de Corse. Il poursuit les rebelles, notamment dans le Fium'Orbo, mais avec trop de tièdeur au goût du comte de Marbeuf, gouverneur de la Corse. Impliqué dans une affaire de meurtre à la suite d'un faux témoignage, il est arrêté en 1779, puis envoyé pour trois ans au bagne. Ce jugement est cassé en 1782, et Abbatucci est innocenté le 17 juillet 1786 devant le parlement d’Aix.
Il est fait chevalier de l’ordre de Saint-Louis le 6 septembre 1789.

## Général de la Révolution
Élu colonel général de la garde nationale des pieve du sud, il est mis à la retraite et est nommé maréchal de camp le 1er mars 1791, à la tête des gardes de deux cantons corses (Talavo et Bastelica) où il combat les Génois qui menaçaient l'indépendance de la Corse. Battu aux élections à la Convention en 1793, il demeure en Corse, et, avec les représentants de la Convention, y organise la résistance aux Britanniques, appelés par Pascal Paoli. Ceux-ci, après leur défaite au siège de Toulon (définitivement repris par un Corse, Bonaparte, en décembre 1793) prennent Saint-Florent en février 1794, puis Bastia en mai. Il participe à la défense de Calvi,, prise en août par les Britanniques. Il négocie cependant la reddition de la place avec les honneurs, et est rapatrié par les britanniques à Toulon.
En 1794, il est nommé à l'armée de Rhin-et-Moselle en tant que général de division, participe à toutes les opérations et se fait remarquer dans plusieurs actions. Il n'est pas compris dans la réorganisation des états-majors du 13 juin 1795. Toutefois, il est employé comme général de brigade le 17 décembre 1795 à l’armée d'Italie, commandée par Bonaparte. Il est promu général de division le 16 avril 1796, toujours à l'armée d'Italie. En raison de son âge (73 ans), il est dispensé de faire campagne en 1796, et est affecté à Aix-en-Provence où il exerce un commandement de général de division en Corse jusqu'à la fin 1796. Autorisé à prendre sa retraite le 7 décembre 1796, il est réformé en attendant sa retraite le 6 janvier 1797 et finalement mis à la retraite le 23 septembre 1800.

## Distinctions
- Chevalier de l'ordre royal et militaire de Saint-Louis